# Baumgarten (Burgenland)
Baumgarten (maghiară Sopronkertes; croată Pajngrt) este o comună în Burgenland, Austria.
In localitate trăiesc croați care reprezintă ca. 50 % din numărul locuitorilor comunei.

## Istoric
Regiunea Burgenland a aparținut până în anii 1920/21 Ungariei. Din anul 1898 ca urmare a politicii de maghiarizare a regiunii, localitatea Baumgarten a fost trecută ca „Sopronkertes” pe hartă. După primul război mondial în 1919, prin pacea de la Trianon, Burgenland a fost cedată Austriei.

## Personalități
- Andreas Ivanschitz căpitanul echipei naționale de fotbal din Austria
- Clemens Ivanschitz, jucător profesionist de fotbal